# Усть-Тискос (станция)
Усть-Тискос — железнодорожная станция Пермского отделения Свердловской железной дороги. Находится в посёлке Усть-Тискос Пермского края, Россия.
Небольшая двухпутная грузо-пассажирская станция Усть-Тискос располагается в центре одноимённого посёлка в глухой лесистой местности на однопутной железнодорожной ветке Пермь — Нижний Тагил, на отрезке Тёплая Гора — Гороблагодатская. На станции трижды в сутки останавливается электричка Чусовская — Нижний Тагил. Через станцию Усть-Тискос транзитом следуют пассажирские поезда: 84Е/84М «Приобье — Серов — Москва — Приобье», 49/50 «Екатеринбург — Нижний Тагил — Москва — Екатеринбург», 603/604 «Екатеринбург — Соликамск — Екатеринбург».

## История
Железнодорожная станция Усть-Тискос была построена как вспомогательный сортировочный и лесозаготовительный пункт при строительстве Горнозаводской железной дороги, была открыта 1 октября 1878 года в вместе с остальным участком Чусовой — Екатеринбург. При станции был построен одноимённый посёлок, где вплоть до 1990-х годов располагался военный гарнизон с лесозаготовительным участком и лесопильным заводом.
Сейчас станция служит разъездом для поездов противоположного направления и для местных дачников, рыбаков, грибников/ягодников и местных жителей.